# Direct Line International Championships 1999
Direct Line International Championships 1999 — тенісний турнір, що проходив на кортах з трав'яним покриттям Eastbourne Tennis Centre в Істборні (Велика Британія). Належав до турнірів 2-ї категорії в рамках Туру WTA 1999. Тривав з 14 до 19 червня 1999 року. Наташа Звєрєва здобула титул в одиночному розряді.

## Учасниці

### Сіяні учасниці
| Країна   | Гравчиня              | Рейтинг | Сіяна |
| -------- | --------------------- | ------- | ----- |
| США      | Моніка Селеш          | 4       | 1     |
| Іспанія  | Аранча Санчес Вікаріо | 7       | 2     |
| Франція  | Наталі Тозья          | 9       | 3     |
| ПАР      | Аманда Кетцер         | 12      | 4     |
| Росія    | Анна Курнікова        | 18      | 5     |
| Білорусь | Наташа Звєрєва        | 17      | 6     |
| Румунія  | Іріна Спирля          | 21      | 7     |
| Росія    | Олена Лиховцева       | 22      | 8     |

### Інші учасниці
Нижче наведено учасниць, які отримали вайлдкард на участь в основній сітці:
- Саманта Сміт
- Карен Кросс

Нижче наведено учасниць, що отримали вайлдкард на участь в основній сітці в парному розряді:
- Жулі Пуллен /  Лорна Вудрофф

Нижче наведено учасниць, що пробились в основну сітку через стадію кваліфікації в одиночному розряді:
- Луїс Латімер
- Олена Татаркова
- Маріан де Свардт
- Анн-Гель Сідо

Нижче наведено учасниць, що пробились в основну сітку через стадію кваліфікації в парному розряді:
- Мая Мурич /  Хрістіна Пападакі

## Фінальна частина

### Одиночний розряд
Наташа Звєрєва —  Наталі Тозья, 0–6, 7–5, 6–3
- Для Звєрєвої це був єдиний титул в одиночному розряді за сезон і четвертий за кар'єру.[2]

### Парний розряд
Мартіна Хінгіс /  Анна Курнікова —  Яна Новотна /  Наташа Звєрєва, 6–4 знялася